# Vetenskapsåret 1878

## Händelser
- Februari - Föreningen T.I. (Svenska Teknologföreningen, 1861) övertar utgivningen av Teknisk Tidskrift (1871).
- 11 februari - Första Väderprognos publiceras i Storbritannien på veckobasis.
- 12 september - Obelisken Kleopatras nål reses i London.[1]
- 14 oktober - Världens första fotbollsmatch i konstgjord belysning spelas vid Bramall Lane i Sheffield.
- 21 juli - Vegaexpeditionen under Adolf Erik Nordenskiöld lämnar Tromsø med fartyget "Vega" för att finna Nordostpassagen.
- 22 november - Metersystemet införs officiellt i Sverige, tioårig övergångsperiod.

Okänt datum
- Brittiske astronomen Richard Proctor beskriver "Zone of Avoidance", ett område av natthimlen som skyms av vår egen galax.

### Geologi

#### Okänt datum
- Charles Lapworth publicerar sin analys av förändringar i graptolitfossiler fossils genom lerskiffer i södra Skottland, vilket betonar vikten av att använda graptolitr för att förstå stratigrafiska sekvenser.[2]

### Medicin

#### Okänt datum
- Ádám Politzer publicerar Lehrbuch der Ohrenheilkunde, en viktig bok om otologi.[3]

### Teknik
- 19 februari - Thomas Edison patenterar fonografen.
- 3 juli - Gustaf de Laval patenterar sin första separator (”Gräddskummare”)[4]

## Pristagare
- Clarkemedaljen: Richard Owen, engelsk anatom och paleontolog.
- Copleymedaljen: Jean-Baptiste Boussingault, fransk kemist.
- Davymedaljen:
  - Louis Paul Cailletet, fransk fysiker och uppfinnare.
  - Raoul Pictet, schweizisk fysiker.
- Murchisonmedaljen: Hanns Bruno Geinitz, tysk geolog, mineralog och paleontolog.
- Polhemspriset: Werner Cronquist, svensk kemist
- Rumfordmedaljen: Alfred Cornu, fransk fysiker.
- Wollastonmedaljen: Thomas Wright, brittisk kirurg och paleontolog. [5]

## Födda
- 1 januari - Agner Krarup Erlang (död 1929), dansk ingenjör, matematiker och statistiker.
- 25 januari - Ernst Alexanderson (död 1975), svensk-amerikansk radio- och TV-pionjär.
- 5 februari - André Citroën (död 1935), fransk biltillverkare.
- 28 februari - Pierre Fatou (död 1929), fransk matematiker.
- 28 augusti - George Whipple (död 1976), amerikansk läkare, Nobelpristagare i medicin.
- 2 september - Maurice René Fréchet (död 1973), fransk matematiker.
- 5 september - Robert von Lieben (död 1913), österrikisk läkare.
- 25 december - Louis Chevrolet (död 1941), schweiziskfödd racingförare och biltillverkare.

## Avlidna
- 18 januari - Antoine César Becquerel (född 1788), fransk fysiker.
- 19 januari - Henri Victor Regnault (född 1810), fransk kemist och fysiker.
- 8 februari - Elias Magnus Fries (född 1794), svensk mykolog och botaniker.
- 26 februari - Angelo Secchi (född 1818), italiensk astronom.
- 13 maj - Joseph Henry (född 1797), amerikansk ingenjör och fysiker.
- 6 juni - Robert Stirling (född 1790), brittisk präst och uppfinnare.

### Fotnoter
1. ↑   Cleopatra’s Needle Royal Museums Greenwich /rmg.co.uk (läst 25 maj 2025)
2. ↑  ”Dob's Linn”. Scottish Geology. Arkiverad från originalet den 18 maj 2011. https://web.archive.org/web/20110518035418/http://www.scottishgeology.com/outandabout/classic_sites/locations/dobs_linn.html. Läst 7 april 2011.
3. ↑  Mudry, A. (25 maj 2000). ”The Role of Adam Politzer in the History of Otology”. American Journal of Otology "21":  ss. 753–763.
4. ↑   Laval, Post- och Inrikes Tidningar, 27 augusti 1878, nr 198 (A), s1 (tidningar.kb.se) (läst 29 juni 2024)
5. ↑  ”Geological Society”. Arkiverad från originalet den 5 juni 2011. https://web.archive.org/web/20110605102217/http://www.geolsoc.org.uk/gsl/society/history/page750.html. Läst 13 april 2011.